# 郎位四
后髮座16，又名BD+27 2134，HD 108382、SAO 82314、HR 4738，是后髮座的一颗恒星，视星等为5，位于銀經214.72，銀緯84.55，其B1900.0坐标为赤經12h 21m 59.3s，赤緯+27° 84.55′ 46″。